# Ever Valencia
Ever Augusto Valencia (Villavicencio, Meta, Colombia; 23 de enero de 1998) es un futbolista colombiano que juega de delantero. Su equipo actual es el Deportes Tolima de la Categoría Primera A.

## Selección nacional
Es convocado por la Selección Colombiana sub-20 para disputar el Campeonato Sudamericano Sub-20 en Ecuador.

### Participaciones en juveniles
| Competición                            | Sede    | Resultado  | Part. | Goles |
| -------------------------------------- | ------- | ---------- | ----- | ----- |
| Campeonato Sudamericano Sub-20 de 2017 | Ecuador | Fase final | 8     | 3     |

## Estadísticas
- Actualizado de acuerdo al partido jugado el 12 de junio del 2025.

| Club                   | País     | Año       | Partidos | Goles | Asist |
| ---------------------- | -------- | --------- | -------- | ----- | ----- |
| Independiente Medellín | Colombia |           |          |       |       |
| Independiente Medellín | Colombia | 2015-2016 | 18       | 1     | 0     |
| Independiente Medellín | Colombia | 2018-2019 | 21       | 0     | 0     |
| Independiente Medellín | Colombia | 2022      | 8        | 0     | 0     |
| Independiente Medellín | Colombia | 2023      | 17       | 2     | 0     |
| Wisła Cracovia         | Polonia  | 2017      | 2        | 0     | 0     |
| Cúcuta Deportivo       | Colombia | 2019      | 15       | 1     | 0     |
| Atlético Bucaramanga   | Colombia | 2020      | 17       | 0     | 0     |
| Deportivo Pereira      | Colombia | 2021      | 44       | 2     | 4     |
| Envigado Fútbol Club   | Colombia | 2022      | 20       | 1     | 1     |
| Santa Fe               | Colombia | 2023      | 23       | 3     | 3     |
| América de Cali        | Colombia | 2024      | 28       | 1     | 2     |
| Deportes Tolima        | Colombia | 2025-act  | 16       | 1     | 0     |
| Total                  | Total    | Total     | 229      | 12    | 10    |

## Palmarés

### Campeonatos nacionales
| Título          | Club                   | País     | Año  |
| --------------- | ---------------------- | -------- | ---- |
| Torneo Apertura | Independiente Medellín | Colombia | 2016 |